# Sammenslutningen af Danske Erhvervsbiavlere
Sammenslutningen af Danske Erhvervsbiavlere (SDE) er en landsdækkende forening for erhvevsbiavlere og hobbybiavlere. Foreningen støtter generelt foreningens medlemmer, ligesom de støtter informationsaktiviteter om biavl. Derudover er foreningen repræsenteret i Statens Bisygdomsnævn, der rådgiver fødevareministeren i biavlsspørgsmål. 
SDE har oprettet en fond, der forsikrer foreningens medlemmerne mod evt. skader forårsaget af medlemmernes bier. 
Foreningen udgiver medlemsbladet "SDE-nyt", der udkommer 4 gange om året. Heri bringes artikler af såvel videnskabelig som af mere almen karakter.

## Eksterne links
- Officiel website for Sammenslutningen af Danske Erhvervsbiavlere (SDE) Arkiveret 27. september 2018 hos  Wayback Machine.